# Stiptotarsus mocquerysi
Stiptotarsus mocquerysi är en skalbaggsart som beskrevs av Antoine Boucomont 1923. Stiptotarsus mocquerysi ingår i släktet Stiptotarsus och familjen bladhorningar. Inga underarter finns listade i Catalogue of Life.